# Job 9
Job 9 es el noveno capítulo del Libro de Job en la Biblia hebrea o el Antiguo Testamento del Cristianismo . El libro es anónimo; la mayoría de los estudiosos creen que fue escrito alrededor del siglo VI a. C. Este capítulo recoge el discurso de Job que pertenece a la sección Diálogo del libro, que comprende Job 3:1–Job 31:40..

## Comentario previo
Este discurso de Job responde a la afirmación de Bildad sobre la justicia divina, y se estructura como una apelación a Dios, presentada en términos jurídicos. Job mantiene que ha actuado con integridad, pero no encuentra modo de demostrarlo ante un Dios omnipotente e inaccesible. El tema central es la imposibilidad del hombre para litigar con Dios. La primera parte exalta la grandeza del Señor como Creador (9,5-10), pero muestra la paradoja de esa omnipotencia cuando se vuelve incomprensible para el hombre, que sufre sin entender por qué (9,11-24). Ante esta situación, Job reconoce su inferioridad: no puede defender su causa ni hacer valer su inocencia (9,25-35).
En la segunda parte (cap. 10), la súplica se vuelve más intensa. Job, consciente de haber sido creado por Dios, se pregunta por qué es tratado como enemigo. Acusa al Señor de perseguirlo a pesar de haberlo modelado con esmero (10,8-12). Su petición final no es justicia, sino alivio: que se le permita vivir en paz sus últimos días (10,20-22). La estructura jurídica del discurso subraya la distancia entre la justicia divina y la humana. Para Job, Dios no es injusto, pero su modo de actuar escapa al entendimiento humano. Por tanto, el sufrimiento no puede juzgarse sólo como castigo, sino que debe tener un sentido más profundo que el hombre aún no alcanza a comprender.

## Texto
El texto original está escrito en lengua hebrea. Este capítulo se divide en 21 versículos.

### Testimonios textuales
Algunos manuscritos antiguos que contienen el texto de este capítulo en hebreo pertenecen al Texto masorético, que incluye el Códice de Alepo (siglo X) y el Codex Leningradensis (1008). Se encontraron fragmentos que contienen partes de este capítulo en hebreo entre los Rollos del Mar Muerto, incluyendo 4Q100 (4QJobb; 50–1 a. C.) con los versículos 15–17 conservados.

## Análisis
La estructura del libro es la siguiente:
- El prólogo (capítulos 1-2)
- El diálogo (capítulos 3-31)
- Los veredictos (32:1-42:6)
- El epílogo (42:7–17)

Dentro de la estructura, el capítulo 9 se agrupa en la sección Diálogo con el siguiente esquema:
- La maldición y el lamento de Job (3:1–26)
- Primera ronda (4:1–14:22)
  - Elifaz (4:1–5:27)
  - Job (6:1–7:21)
  - Bildad (8:1–22)
  - Job (9:1–10:22)
    - Ser justo ante Dios (9:1–4)
    - El poder y la fuerza de Dios (9:5–13)
    - Las dificultades de litigar contra Dios (9:14–20)
    - ¿Cómo gobierna Dios el mundo? (9:21–24)
    - Explorando otras opciones (9:25–35)
    - Transición al lamento (10:1–2)
    - Tres preguntas incisivas (10:3–7)
    - Recuerda cómo me hiciste (10:8–12)
    - Ahora me has destruido (10:13–17)
    - Palabras finales de desesperación (10:18–22)

  - Zofar (11:1–20)
  - Job (12:1–14:22)
- Segunda ronda (15:1–21:34)
- Tercera ronda (22:1–27:23)
- Interludio: poema sobre la sabiduría (28:1–28)
- Resumen de Job (29:1–31:40)

La sección «Diálogo» está compuesta en formato poético, con una sintaxis y una gramática distintivas.
En este punto del libro, Elifaz (Job 4–5) y Bildad (Job 8) han planteado las cuestiones de la rectitud y la justicia, y Job ha respondido en su primer discurso (Job 6–7) y ahora en su segundo discurso (Job 9–10). Elifaz preguntó si los seres humanos son justos (יִצְדָּ֑ק, yiṣ-dāq) ante Dios (Job 4:17), pero Job señala que es su justicia (צִדְקִי, ṣiḏ-qî) la que está en juego (Job 6:29). Bildad preguntó si Dios pervierte la justicia (מִשְׁפָּ֑ט, miš-pāṭ) o la justicia (צֶֽדֶק, ṣe-ḏeq; Job 8:3), por lo que en este capítulo Job pregunta cómo puede una persona ser justa (יִצְדָּ֑ק, yiṣ-dāq) ante Dios (Job 9:2), lo que remite a la pregunta de Elifaz en Job 4:17, pero aquí en el sentido de cómo se puede «estar en lo cierto» ante Dios, en lugar de «ser declarado justo» por Dios.

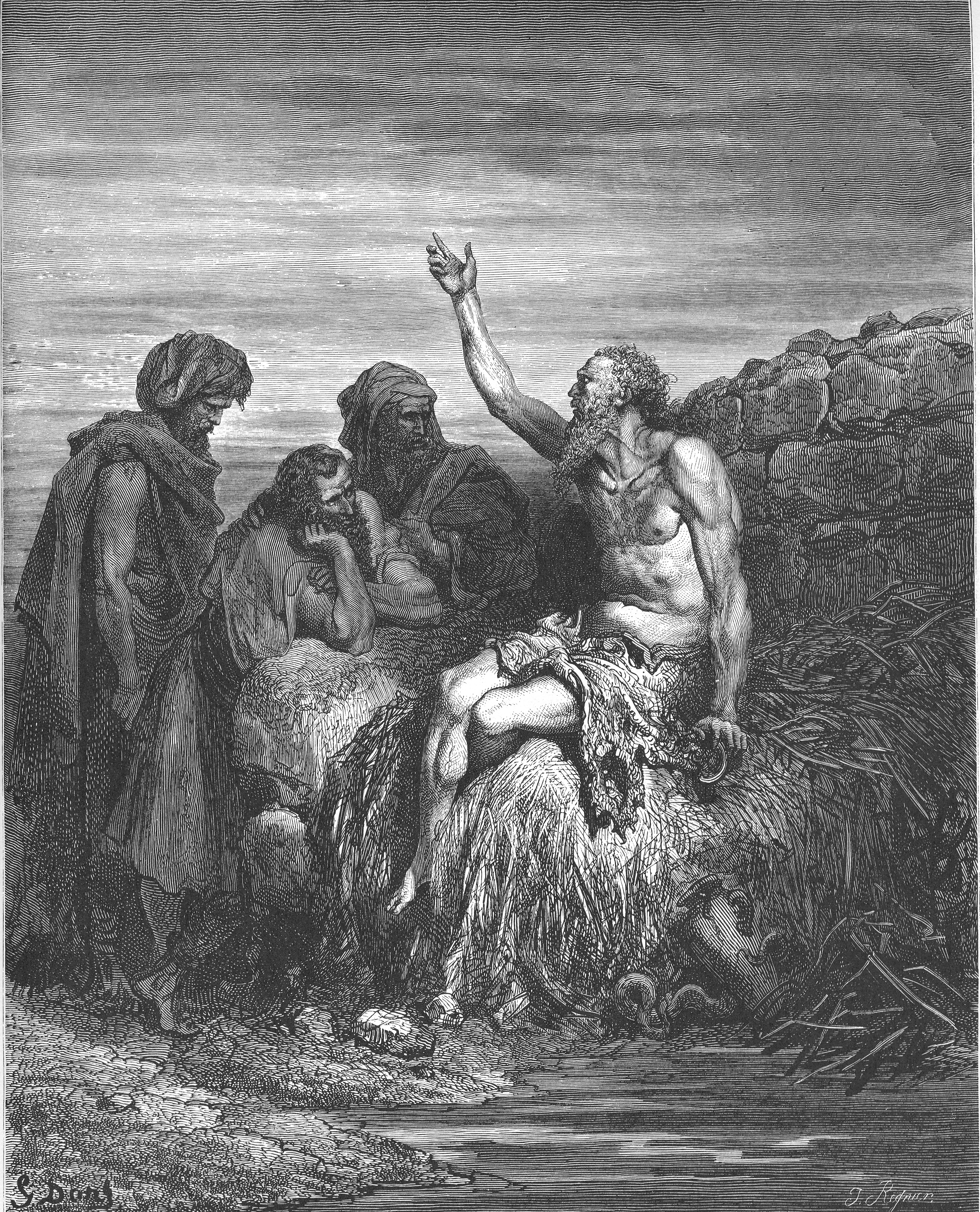
«Job habla con sus amigos» en la Biblia inglesa de Doré, por Gustave Doré (1866).

## Job contempla un litigio contra Dios (9:1–24)
Mientras cuestiona su propia rectitud (versículo 2), Job contempla un litigio con Dios (versículo 3), lo cual no significa usurpar la autoridad de Dios, sino más bien establecer la veracidad de la rectitud de Job ante Dios (algo que Dios ya había testificado en Job 1:8 y 2:3, pero que en ese momento era desconocido para Job y sus compañeros), pero Job reconoce la desalentadora perspectiva de este litigio a la luz del gran poder de Dios (versículos 4-13). Posteriormente, Job expone su caso, en una sección que contiene algunos términos legales (versículos 14-20), junto con una queja de que tener la razón legalmente puede no ser suficiente para lograr una victoria legal contra Dios. En todas las acusaciones que comparte con sus compañeros, Job muestra un gran respeto por Dios como el «poderoso» Creador (versículos 4 y 19), mientras trata de aclararse a sí mismo cómo Dios gobierna el universo.
El apego a la doctrina de la retribución hace que a Job le resulte difícil comprender la acción de Dios, especialmente «por qué los inocentes y los malvados no son tratados de manera diferente» (versículo 22), mientras sigue sosteniendo que Dios tiene «el control soberano del mundo» (versículo 24).

### Versículo 9
[Job dijo:] ¿Quién hizo la Osa Mayor y Orión,
las Pléyades y las cámaras del sur?
La traducción de Osa, Orion, Pleiades de (en hebreo: Ash, Kesil y Kimah
) sigue los nombres familiares de las constelaciones derivados de la tradición griega para sustituir los términos hebreos (cf. Job 38:31-33; Amós 5:8).
- «Osa»: del hebreo עָשׁ, «ʿash» (cf. עַיִשׁ, ʿayish en Job 38:32), traducido como «Arcturus» en la Biblia del Rey Jacobo, también sugerido como Aldebarán, una estrella de la constelación de Tauro, entre muchas otras sugerencias.[24]

## Job explora algunas opciones (9:25–35)
En esta sección, Job explora algunas opciones con respecto al litigio que contempla contra Dios:
1. La primera opción (versículos 27-29) es olvidarse de su queja, lo que puede llevar a la condena, no a la reivindicación (versículos 28b-29a).
2. La segunda opción (versículos 30-31) es limpiarse (versículo 30), pero Job teme que «Dios lo vuelva a arrojar al fango» (versículo 31).
3. La tercera opción (versículos 32-35) es llamar a un mediador, árbitro o juez (en hebreo: «mokiah»), que es la opción en la que Job realmente se centra. No está claro qué tipo de tercera parte espera Job, si se trata de una figura real o hipotética.[25] Job vuelve a buscar la posibilidad de un árbitro en Job 16:18-22 y 19:23-27.[26]

### Versículos 30-31
[Job dijo:] 30Si me lavo con nieve
y limpio mis manos con lejía,
31 aún así me sumergirás en un pozo,
y mis propias vestiduras me aborrecerán.
- «Con nieve»: traducido del hebreo escrito בְמוֹ,vemo, «(en) nieve», mientras que se lee como במי־שלג, «veme sheleg», «con agua de nieve», tal y como lo respaldan las versiones sirias y Targum; aquí aparentemente simboliza «purificación» (cf. Salmo 51:9 e Isaías 1:18.[28] El término «sheleg» (que solo aparece en «lectura» y no en «escritura»), también traducido como «jabón» (NIV, NRSV, NLT).[28]
- «Lye»: del hebreo בֹּר, «bor» («lejía», potasa), que tiene el mismo significado que בֹּרִית, «borit», el álcali o sosa elaborado a partir de las cenizas de ciertas plantas y utilizado como ingrediente para lavar o purificar (las manos) o limpiar.[29]
- «Fosa»: traducido basándose en la puntuación del texto masorético (שַּׁ֣חַת, «sakhat», que también significa «zanja»).[30] Un cambio en la puntuación de la palabra en hebreo a שֻׁחוֹת, «shukhot», obtiene el equivalente de שֻׂחוֹת, «sukhot» o סֻחוֹת, «sukhot», que significa «inmundicia» (Isaías 5:25).[30] M. H. Pope sostiene que la palabra «foso» en el texto masorético incluye la idea de «suciedad», por lo que no es necesaria una enmienda.[31]

## Comentarios

### De la Iglesia católica

#### Al versículo 4
La sabiduría y la omnipotencia son dos atributos divinos alabados una y otra vez en los Salmos y en los libros sapienciales porque guían la acción divina tanto en la creación como en la historia de la salvación.  Tomás de Aquino , al tratar de la justicia de Dios, dijo:

La justicia se corrompe por dos motivos, o por la astucia de un sabio o por la violencia de un poderoso. Pero en Dios se dan la sabiduría perfecta y la omnipotencia, de modo que ni por la sabiduría se pervierte el juicio divino porque no actúa con astucia, ni por la omnipotencia, porque no quebranta con violencia lo que es justo.

y también, relativo a este tema:

En ambas cualidades Dios supera a todos, porque supera toda sabiduría y toda fortaleza

#### Al versículo 9
La mención de constelaciones como Orión, las  Pléyades o la Osa mayor (cf. 9,9) subraya que el poder creador de Dios abarca tanto lo visible como lo majestuoso y misterioso del universo. Estas realidades, que en otras culturas eran consideradas divinas, son aquí presentadas como criaturas sometidas al Creador.
Los Santos Padres, especialmente Gregorio de Nisa, han utilizado este pasaje para reafirmar que todo el cosmos está bajo la soberanía de Dios. En su lucha contra el arrianismo, Gregorio señala que el nombrar las constelaciones no implica que tengan influencia o poder sobre el ser humano. Más bien, su existencia es prueba del orden y sabiduría del Creador, ante quien todo —también los astros— se somete.

Dios no sólo ha contado el número de las estrellas sino que las llama por su nombre. Esto significa que su conocimiento preciso alcanza a las cosas más pequeñas, y que las conoce una a una como al hombre.

 La enseñanza en definitiva es clara: Dios está por encima de todo.
Los nombres de las estrellas mencionadas en Job —«Osa», «Orión» y «Pléyades»— son traducciones tradicionales provenientes de la mitología griega, adoptadas por la versión griega de los Setenta y la Vulgata. Corresponden a los términos hebreos Ais, Qesil y Kimah, que en realidad tienen raíces en la mitología babilónica, donde estos cuerpos celestes estaban también cargados de significado simbólico y religioso. La mención de las «Cámaras del Sur», ḥadre teman, alude probablemente a otra constelación visible desde el hemisferio sur, sin identificación clara en la mitología griega, lo que subraya el alcance universal del poder creador de Dios sobre todo el firmamento, más allá de culturas y sistemas mitológicos.

#### Alos versículos 19-24
Job rebate la visión simplista de una retribución inmediata —premio al justo y castigo al malvado— con un argumento nacido de la experiencia: tanto buenos como malos mueren sin distinción, y muchas veces los impíos prosperan. Ante esto, concluye que el actuar de Dios es incomprensible para el hombre. No puede entablar un juicio con Él, ni exigir que se le escuche o recompense por su rectitud. Como criatura limitada, el ser humano debe aceptar los designios divinos, aunque no los entienda, pues pretender lo contrario sería atribuir a Dios una injusticia que no le corresponde.

#### A los versículos 32-34
La trascendencia de Dios impide que pueda ser sometido a juicio humano. Como Creador y Señor absoluto, no puede colocarse al mismo nivel que sus criaturas en un pleito. Tomás de Aquino explica que hay dos razones fundamentales por las cuales los designios divinos no pueden ser juzgados:
- 1. Superioridad del conocimiento divino: Dios ve toda la realidad desde su eternidad, mientras que el hombre sólo accede a fragmentos. Por tanto, el juicio humano no alcanza a comprender plenamente el plan divino.

- 2. Soberanía absoluta de Dios: Como fuente del ser y del orden moral, Dios no está sometido a norma externa alguna. Su voluntad es la regla suprema de justicia. Juzgar a Dios sería desconocer su autoridad como juez universal.

Así, la fe exige confianza en la sabiduría y justicia de Dios, incluso cuando sus caminos resultan incomprensibles al hombre. Con palabras de Tomás de Aquino:

Una, porque conviene que el juez esté dotado de una sabiduría superior a las partes (…) y es claro que la sabiduría divina es la regla primera ante la que toda verdad es examinada (…); la segunda, porque conviene que el juez tenga una potestad superior a la de las partes (…) y esto es evidente por la inmensidad del poder divino, como se ha mostrado antes.